# 필 닐
필립 조지 닐(영어: Philip George Neal, 1951년 2월 20일, 노샘프턴셔 주 어체스터 ~)은 잉글랜드의 전직 축구 선수로, 현역 시절 노샘프턴 타운, 리버풀, 그리고 볼턴 원더러스에서 측면 수비수로 활약했다. 그는 잉글랜드 역대 최고의 선수로 손꼽히던 선수로, 11년 동안 리버풀에서 활약하며 1부 리그를 8번 우승했고, 리그컵을 4번, 채리티 실드를 5번, 유러피언컵을 4번, UEFA컵을 1번, 그리고 유러피언 슈퍼컵을 1번 들어올렸다. 그는 이후 볼턴 원더러스에서 감독을 맡아 풋볼 리그 트로피를 우승했고, 이후 코번트리 시티, 카디프 시티, 그리고 맨체스터 시티 감독직을 역임했다.
닐은 오랜 기간 잉글랜드 국가대표팀에서 활약하며 50번이 넘는 경기에 출전했고, 1982년 월드컵에 참가했다. 그는 그래엄 테일러 감독의 임기에 수석 코치를 역임했다.
닐의 리버풀 시절 별명은 지쿠였는데, 브라질인 플레이메이커와 마찬가지로 닐도 리버풀과 동행하면서 중요한 순간마다 득점한 데에 견주어 보아 붙었던 별칭이었다.

## 경력

### 선수 경력
닐은 웰링버러 타운에서 축구를 시작해 1967년에 노샘프턴 타운에 합류했다. 그는 친정 구단에서 187번의 경기를 출전한 뒤 1974년 10월 9일에 밥 페이즐리 감독의 눈에 띄어 £66,000에 리버풀로 이적했다. 페이즐리는 페이즐리는 노쇠한 크리스 롤러의 대체 자원으로 들어온 닐을 1군에 올려놓기 위해 공을 들였고, 그에 따라 닐은 처음에 좌측 수비수로 출전했다. 그러나, 그는 자신이 두각을 나타낸 우측 수비로 배치되었을때 가장 근면하고 역동적인 활약을 펼쳤다.
닐의 머지사이드 더비 첫 경기는 1974년 11월 16일에 열렸고, 에버턴을 상대한 이 경기를 0-0으로 비겼다. 닐은 같은 경기에서 미드필더 테리 맥더모트와 나란히 신고식을 치렀다. 닐의 리버풀 1호골은 그로부터 약 1년 후인 1975년 11월 4일에 달성했는데, 안필드에서 열린 레알 소시에다드와의 UEFA컵 경기에서 6-0 대승을 견인했다.
닐은 1977년 유러피언컵 결승전에서 페널티킥으로 득점했는데, 안필드 연고 구단은 로마에서 묀헨글라트바흐를 3-1로 이기고 처음으로 유러피언컵 정상에 올랐다. 닐은 이후 1978년, 1981년 결승전에도 출전했고, 리버풀은 클뤼프 브뤼허와 레알 마드리드에 각각 승리했다. 그는 로마와의 1984년에서도 전반전에 출전했는데, 이 경기는 연장전까지 1-1로 비긴 후 승부차기로 승자가 결정되었고, 리버풀이 이도 승리했다.(닐은 리버풀 승부차기 주자 1호로 나서서 골망을 흔들었고, 오랜 기간 침체되어 있던 페널티 킥도 성공했다.) 닐은 리버풀이 1970년대에서 1980년대까지 중 유일하게 4번의 유러피언컵을 들어올린 리버풀 선수였다.
닐은 총 8번의 1부 리그를 8번, 리그컵을 4번, 채리티 실드를 5번, 유러피언컵을 4번, UEFA 유로파리그도 1번, 그리고 유러피언 슈퍼컵도 3년을 11년 동안 몰아서 치렀고, 잉글랜드 역사상 최고의 활약을 펼친 선수로 손꼽힌다. 리버풀 시절, 닐은 리버풀 시절, 닐은 몇 년 동안 붙박이 주전으로 활약했다. 그는 리그 경기에 366번 연속으로 출전했는데,(구단 최다 경기 연속 출전 기록이며, 잉글랜드 축구 역사상 최상위권 기록이다) 1974년 12월 14일부터 1983년 9월 24일까지 출전했고, 맨체스터 유나이티드전에서 부상을 당해 선덜랜드전에 결장했다.
닐은 리버풀 입단 11년을 맞이한 1985년에 볼턴 원더러스의 선수 겸 감독으로 취임하며 퇴단했다. 그는 1989년에 리그에서 700경기 넘게 출전하고 잉글랜드 국가대표팀에서 50경기 넘게 출전한 후 은퇴했다.

### 감독 경력
1985년 12월, 닐은 볼턴 원더러스의 선수 겸 감독으로 취임했고, 7년 동안 구단을 이끌었다. 그동안, 닐은 1989년에 풋볼 리그 트로피를 우승했지만, 구단 사상 처음으로 4부리그에 강등되는 굴욕을 당하기도 했다. 강등 이듬해에 3부 리그로 복귀했고, 1990년과 1991년에는 승격 플레이오프전에 진출했지만, 두 차례 모두 승격하지 못했다. 1991년, 볼턴 원더러스는 그림즈비 타운에 골득실차로 밀려 승격 직행하지 못했고, 트랜미어 로버스와의 승격 플레이오프 결선에서 패했다. 그 이듬해, 볼턴은 3부 리그에서 13위를 차지했고, 닐은 1992년 5월 8일에 해임되었다. 그의 후임 브루스 리어크는 볼턴을 이끌고 2부 리그로 개편된(프리미어리그 출범으로 잉글랜드 축구 리그가 개편되면서 기존의 3부 리그가 2부 리그로 개칭되었다) 리그에서 1993년에 승격을 이룩했고, 1995년에는 프리미어리그에 입성했다..
닐은 1993년 10월 23일에 코번트리 시티의 감독으로 취임해 다시 지도자 활동을 재개했지만, 하이필드 로드에서의 행보는 퀸스 파크 레인저스전 1-5 대패로 프리미어리그에서 12위로 처지면서 불안히 시작했다. 하늘색 군단 감독으로 실망스러운 시작에도 불구하고, 후반기에 반등하여 리그를 11위로 마쳤는데, 이는 1989년에 7위의 성적을 거둔 이래 최고의 성적이었다. 한편, 닐의 취임 이후 거둔 가장 중요한 승리는 1994년 2월 19일에 4-0으로 이긴 맨체스터 시티전 승리였다. 그러나, 코번트리는 9월 10일 1994-95 시즌 초에 스트라이커 디언 더블린을 맨체스터 유나이티드로부터 £2M에 영입하고도 1995년 2월 14일에 닐이 경질되었고, 또다른 강등권 구단인 크리스털 팰리스와의 원정 경기를 2-0으로 이기고도 프리미어리그를 강등권에서 2계단 위인 17위로 마감했다. 닐의 후임인 론 앳킨슨이 코번트리의 최상위 리그 잔류를 확정지었다.
그는 1996년 2월에 3부 리그의 카디프 시티 감독으로 취임했지만, 10월에 스티브 코펠의 수석 코치로 프리미어리그 강등 후에 1부 리그에서 고적하던 맨체스터 시티로 이적하기 위해 니니언 파크를 떠났다. 그러나, 코펠이 1996년 11월 8일에 사임하면서 닐이 12월 29일에 프랭크 클라크가 취임하기 전까지 감독직을 대행했다.
1997-98 시즌, 닐은 3부 리그로 강등된 피터버러 유나이티드의 수석 코치로 취임해 회장 겸 감독인 베리 프라이를 보좌했지만, 1998년 3월 15일에 프라이로부터 해고장을 받았다.
그는 스카이 스포츠 마스터스 시리즈를 주름잡던 리버풀 마스터스의 선수와 감독도 맡았다.

## 대중매체 출연
근래에 닐은 다수 텔레비전 및 라디오 방송에 축구 해설가로 출연했다.
그는 2권의 자서전을 작성했는데, 1981년에는 "뒤에서 공격"(Attack from the Back)을 1986년은 "콥으로서의 삶"(Life at the Kop)을 출판했다.

## 경력 통계

### 클럽
| 구단          | 시즌      | 리그      | 리그 | 리그 | 컵   | 컵 | 리그컵 | 리그컵 | 대륙 | 대륙 | 합계  | 합계 |
| 구단          | 시즌      | 리그명    | 출장 | 골   | 출장 | 골 | 출장   | 골     | 출장 | 골   | 출장  | 골   |
| ------------- | --------- | --------- | ---- | ---- | ---- | -- | ------ | ------ | ---- | ---- | ----- | ---- |
| 노샘프턴 타운 | 1968–69   | 3부 리그  | 21   | 4    | 1    | 0  | 0      | 0      | –    | –    | 22    | 4    |
| 노샘프턴 타운 | 1969–70   | 4부 리그  | 13   | 1    | 3    | 1  | 1      | 0      | –    | –    | 17    | 2    |
| 노샘프턴 타운 | 1970–71   | 4부 리그  | 18   | 2    | 0    | 0  | 2      | 0      | –    | –    | 20    | 2    |
| 노샘프턴 타운 | 1971–72   | 4부 리그  | 41   | 1    | 4    | 0  | 1      | 0      | –    | –    | 46    | 1    |
| 노샘프턴 타운 | 1972–73   | 4부 리그  | 38   | 9    | 1    | 0  | 1      | 0      | –    | –    | 40    | 9    |
| 노샘프턴 타운 | 1973–74   | 4부 리그  | 46   | 9    | 3    | 0  | 1      | 0      | –    | –    | 50    | 9    |
| 노샘프턴 타운 | 1974–75   | 4부 리그  | 10   | 2    | 0    | 0  | 3      | 1      | –    | –    | 13    | 3    |
| 노샘프턴 타운 | 합계      | 합계      | 187  | 28   | 12   | 1  | 9      | 1      | –    | –    | 208   | 30   |
| 리버풀        | 1974–75   | 1부 리그  | 23   | 0    | 2    | 0  | 0      | 0      | 0    | 0    | 25    | 0    |
| 리버풀        | 1975–76   | 1부 리그  | 42   | 6    | 2    | 0  | 3      | 0      | 12   | 1    | 59    | 7    |
| 리버풀        | 1976–77   | 1부 리그  | 42   | 7    | 8    | 2  | 2      | 0      | 8    | 4    | 611   | 13   |
| 리버풀        | 1977–78   | 1부 리그  | 42   | 4    | 1    | 0  | 9      | 1      | 9    | 2    | 621   | 7    |
| 리버풀        | 1978–79   | 1부 리그  | 42   | 5    | 7    | 0  | 1      | 0      | 4    | 0    | 54    | 5    |
| 리버풀        | 1979–80   | 1부 리그  | 42   | 1    | 8    | 0  | 7      | 0      | 2    | 0    | 601   | 1    |
| 리버풀        | 1980–81   | 1부 리그  | 42   | 2    | 2    | 0  | 9      | 0      | 9    | 1    | 631   | 3    |
| 리버풀        | 1981–82   | 1부 리그  | 42   | 2    | 3    | 0  | 10     | 1      | 6    | 0    | 622   | 3    |
| 리버풀        | 1982–83   | 1부 리그  | 42   | 8    | 3    | 0  | 8      | 1      | 6    | 2    | 601   | 5    |
| 리버풀        | 1983–84   | 1부 리그  | 41   | 1    | 2    | 0  | 12     | 1      | 8    | 1    | 641   | 3    |
| 리버풀        | 1984–85   | 1부 리그  | 42   | 4    | 7    | 1  | 3      | 0      | 10   | 0    | 641,2 | 5    |
| 리버풀        | 1985–86   | 1부 리그  | 13   | 1    | 0    | 0  | 2      | 0      | 0    | 0    | 163   | 1    |
| 리버풀        | 합계      | 합계      | 455  | 41   | 45   | 3  | 66     | 4      | 74   | 11   | 650   | 59   |
| 볼턴 원더러스 | 1985–86   | 3부 리그  | 20   | 2    | –    | –  | –      | –      | –    | –    | 20    | 2    |
| 볼턴 원더러스 | 1986–87   | 3부 리그  | 28   | 1    | –    | –  | –      | –      | –    | –    | 28    | 1    |
| 볼턴 원더러스 | 1987–88   | 4부 리그  | 8    | 0    | –    | –  | –      | –      | –    | –    | 8     | 0    |
| 볼턴 원더러스 | 1988–89   | 3부 리그  | 8    | 0    | –    | –  | –      | –      | –    | –    | 8     | 0    |
| 볼턴 원더러스 | 합계      | 합계      | 64   | 3    | –    | –  | –      | –      | –    | –    | 64    | 3    |
| 경력 합계     | 경력 합계 | 경력 합계 | 706  | 72   | 57   | 4  | 75     | 5      | 74   | 11   | 922   | 92   |

- 1 – 채리티 실드 출전 기록 포함
- 2 – 인터콘티넨털컵 출전 기록 포함
- 3 – 풋볼 리그 슈퍼컵 출전 기록 포함

### 국가대표팀
| 국가대표팀 | 연도 | 출장 | 골 |
| ---------- | ---- | ---- | -- |
| 잉글랜드   | 1976 | 2    | 0  |
| 잉글랜드   | 1977 | 7    | 0  |
| 잉글랜드   | 1978 | 6    | 3  |
| 잉글랜드   | 1979 | 7    | 0  |
| 잉글랜드   | 1980 | 7    | 0  |
| 잉글랜드   | 1981 | 5    | 0  |
| 잉글랜드   | 1982 | 8    | 1  |
| 잉글랜드   | 1983 | 8    | 1  |
| 합계       | 합계 | 50   | 5  |

## 수상

### 선수
리버풀
- 1부 리그: 1975–76, 1976–77, 1978–79, 1979–80, 1981–82, 1982–83, 1983–84, 1985–86
- 풋볼 리그컵: 1980–81, 1981–82, 1982–83, 1983–84
- 채리티 실드: 1976, 1977 (공동 우승), 1979, 1980, 1982
- 유러피언컵: 1976–77, 1977–78, 1980–81, 1983–84
- UEFA컵: 1975–76
- 유러피언 슈퍼컵: 1977
- 풋볼 리그 슈퍼컵: 1986
- FA컵 준우승: 1976–77[15]

### 감독
볼턴 원더러스
- 풋볼 리그 트로피: 1988–89